# Beata Oczkowicz
Beata Oczkowicz z domu Czaicka (ur. 8 listopada 1965 w Szczytnie) – polska polityk, w latach 2011–2012 wicewojewoda świętokrzyska, w latach 2012–2015 podsekretarz stanu w Ministerstwie Obrony Narodowej.

## Życiorys
Jest absolwentką Wydziału Budownictwa Lądowego Politechniki Świętokrzyskiej, ukończyła również studia podyplomowe na Akademii Górniczo-Hutniczej w Krakowie.
Pracowała w urzędzie gminy w Piekoszowie, urzędzie miejskim w Kielcach oraz w zakładzie gazowniczym w Kielcach. 7 marca 2011 z rekomendacji Polskiego Stronnictwa Ludowego została mianowana wicewojewodą świętokrzyskim. W wyborach parlamentarnych w 2011 bez powodzenia kandydowała do Sejmu z 32. miejsca na okręgowej liście PSL. 25 kwietnia 2012 została mianowana podsekretarzem stanu w Ministerstwie Obrony Narodowej. W wyborach do Parlamentu Europejskiego w 2014 bezskutecznie kandydowała z 5. miejsca na małopolsko-świętokrzyskiej liście PSL. W 2015 ponownie startowała do Sejmu z ramienia PSL.

## Odznaczenia i wyróżnienia
Odznaczona Złotym Medalem za Zasługi dla Policji (2012) oraz Odznaką „Za Zasługi dla Światowego Związku Żołnierzy Armii Krajowej” (2014).